# Cristina Michaus
Cristina Michaus (9 de septiembre de 1961) es una actriz, activista, dramaturga y directora mexicana.

## Carrera
Cristina Michaus inició su trayectoria artística en 1976, y realizó estudios en actuación en la Universidad Veracruzana.
Michaus compartió el escenario con actores tanto de la Época de Oro del cine mexicano, como Blanca Guerra y Adalberto Martínez Resortes al inicio de su carrera en el Teatro Blanquita, como más tarde con actores como Daniel Giménez Cacho en Sexo, pudor y lágrimas y Luis Fernando Peña en el largo-métraje De la calle.

### Teatro
En las décadas de los 1980 y 1990 Michaus participa y protagoniza puestas en escena de carácter clásico como El gran teatro del mundo de Calderón de la Barca y Edipo Rey de Sófocles, producida por la Compañía Nacional de Teatro del Instituto Nacional de Bellas Artes. Protagoniza también en obras contemporáneas como Rosa de dos aromas y Sexo, pudor y lágrimas. El éxito de esta última con el público la lleva a ser adaptada al cine. Su participación como actriz y directora está acreditada en más de 30 puestas en escena en México según el Archivo de Fuentes para el Registro de la Escena Mexicana.

#### Crítica teatral
En Edipo Rey, "despliega un maternal erotismo que es la pasión de Yocasta" Su representación de Adela en la Casa de Bernarda Alba, Malkah Rabell la describe "con bríos y comprensión dramática". La misma crítica describe el Apando adaptado por Michaus como "mucho más infernal que el de Revueltas", y su dirección "tan excesivamente realista que hasta el olor asfixiante del Apando se nos antojaba que descendía del escenario".

### Cine y televisión
En largometrajes interpreta a mujeres marginalizadas y transgresoras. El rol por el que es más conocida sería la madura seductora Tomasa en El tigre de Santa Julia (2002). En De la calle, interpreta la narcomenudista La Seño. En De ida y vuelta  caracteriza una prostituta. Una línea de personajes en continuidad con la tradición de las rumberas y figuras trágicas del cine clásico mexicano, como la cataloga Rafael Aviña en su libro Cabaret, rumberas y pecadoras en el cine mexicano… ayer y hoy.
Entre sus incursiones en series y televisión se encuentran Doña Esperanza, la madre del El Chapo en la serie epónima de Netflix, y Mujeres asesinas.

### Activismo
Tras 20 años de carrera actoral, Michaus cofunda la compañía de producción Tenzin y la asociación civil Barriocinema, mediante las cuales produce obras teatrales y cortos sobre temas como la violencia de género, la violencia intrafamiliar, la justicia social y los derechos humanos. En su trabajo integra el arte escénico y cinematográfico con campañas de concientización sobre problemáticas estructurales en México, a lo que Michaus llama "artivismo".
Su tema más tocado es el de los feminicidios en Ciudad Juárez. Viaja a Ciudad Juárez para investigar, dirigir y coproducir el documental Juárez: desierto de esperanza. Colecta miles de firmas para exigir justicia tanto al gobierno Mexicano como al Consejo de Derechos Humanos de las Naciones Unidas, que entrega personalmente en Nueva York. Participa en la organización de manifestaciones masivas en el Zócalo de la Ciudad de México contra la violencia a las mujeres.
En 2002 Michaus escribe, y actúa en el monólogo Mujeres de Ciudad Juárez. Después de más de 200 representaciones en México, es traducido al inglés y adaptado por Jimmy A. Noriega para ser interpretado por varias actrices. Es entonces presentado en numerosas universidades de Estados Unidos y festivales internacionales en Colombia, Bélgica, Grecia e India. Hacia 2022, Mujeres de Ciudad Juárez es objeto de artículos académicos sobre el teatro y la violencia de género.
En 2004 Michaus coproduce y codirige el documental ¿Te digo un secreto?, donde mujeres víctimas de violencia conyugal prestan su testimonio desde los albergues en los que se refugian. El documental y otros corto-mentrajes seleccionados se presentan en el Zócalo y los barrios "bravos" incluyendo en los que fue realizado, informando sobre temas como violencia, adicciones y salud reproductiva.
Entre 2017 y 2018, Michaus coescribe y actúa el monólogo Con don de decidir, con el fin de prevenir embarazos adolescentes. Michaus presenta el monólogo frente a más de veinte mil estudiantes de educación secundaria, en colaboración con gobiernos estatales como el de Baja California Sur y Tlaxcala.
Coescribe el stand up anti-violencia Pásele marchanta en el 2006, que se produce con el apoyo del gobierno de la Ciudad de México. Presenta la obra también en Hermosillo y nuevamente en la capital en Las Tandas del Círculo Teatral, con el fin de reacudar fondos para el proyecto educativo liderado por Alberto Estrella, y junto a otros actores y actrices activistas como Alma Muriel y Ofelia Medina.

## Trayectoria teatral
- Las mujeres de Ciudad Juárez: autora, coproductora, codirectora y actriz.[27][31][32][33][34][35][46]
- Con don de decidir: autora, productora, directora y actriz.[40][41][47][48]
- Pásele marchanta: coautora, coproductora, codirectora y actriz.[45]
- Tiempos furiosos: actriz.[49]
- Sexo, pudor y lágrimas: actriz.[3][5][6]
- Rosa de dos aromas: actriz.[3]
- El gran teatro del mundo: actriz.[9]
- Edipo Rey: actriz.[10]
- Casa de Bernarda de Alba: actriz.[11]
- Apando: directora.[12]
- Bajo el silencio: directora.[50]
- Sor Juana en el SPA (2011): autora y directora.[51]

## Filmografía

### Cine
- De la calle (2001), como La Seño.[15][52]
- Sin dejar huella (2000), como Lolis.[17]
- De ida y vuelta (2000), como Prostituta.[16][53]
- El tigre de Santa Julia (2002), como Tomasa Rojo.[14][54][55]
- Corazones rotos (2001), como Diana.[56]
- Historia de una pasión (2011), como Carmela.[57]
- La mina de oro (2011), como la mujer asesina.[58]

### Televisión y series
- El Chapo (2017–2018), como Doña Esperanza, la madre de Joaquín Guzmán alias El Chapo – temporadas 1, 2 y 3.[19]
- Somos oro (2024), como Miss Jose.[59]
- Mujeres asesinas (2008) – episodio "Mónica, acorralada".[20]

### Documentales
- Juárez: Desierto de esperanza (2022), coproductora y codirectora.[24][25][26][29]
- ¿Te digo un secreto? (2004), coproductora y codirectora.[37][38][39]

## Reconocimientos
- Premio Ariel a mejor actriz de cuadro por De la calle (2001).[4][60][61]
- Nominación al Ariel a mejor actriz de cuadro en Sin dejar huella (2000).[17]
- Nominación al Ariel a mejor actriz de cuadro en De ida y vuelta (2000).[17]
- Ganadora de la beca del Fondo Nacional para la Cultura y las Artes 2002 en su categoría de ejecutante teatral, en celebración de sus 25 años de carrera y para apoyar su trabajo relacionado con los feminicidios de Ciudad Juárez.[62]
- Ganadora del premio Cuahutémoc de Arte 1998 por la obra Rosario o el desencanto de la patria.[63][64]
- Ganadora de la beca del Fondo Nacional para la Cultura y las Artes 1994 en su categoría de ejecutante teatral para el desarrollo de espectáculo multidisciplinario unipersonal con el tema Mujer-Patria.[65]
- Sobre la obra Mujeres de Ciudad Juárez:
  - Publicada por el Consejo Nacional de Cultura de las Artes y el Instituto Nacional de Bellas Artes en la antología académica Hotel Juárez: Dramaturgia de feminicidios (2008).[46]
  - La versión teatral en inglés Women of Ciudad Juárez, dirigida por Jimmy Noriega, fue premiada por el comité nacional del American College Theater Festival en el Kennedy Center por "Making Theatre an Important Catalyst for Social Political Change" in 2015.[35]